# Lou Henry Hoover
Lou Henry Hoover (Waterloo, Iowa, 29 de marzo de 1874 - Nueva York, 7 de enero de 1944) fue la esposa del presidente Herbert Hoover y primera dama de los Estados Unidos de 1929 a 1933.

## Infancia y educación
Nacida en Waterloo, en el Estado de Iowa. Hija de Charles Henry Delano, un banquero, y su esposa Weed Florencia Ida. Lou creció en Waterloo (Iowa), Whittier y Monterrey (California). Desde su infancia hasta su adolescencia su padre Charles Henry la llevaba a campamentos en las colinas de Estados Unidos, donde ella adquirió su gran afición a las rocas, los minerales y la minería.
Lou asistió a la Escuela Secundaria San José normal (actualmente la Universidad Estatal de San José) en California. En 1894 ingresó en la Universidad de Stanford donde se licenció en geología siendo la primera mujer en estudiar esta carrera en la universidad de Stanford y donde conoció a su marido Herbert Hoover, quien entonces estaba en su último año de la carrera en la universidad.

## Matrimonio y viajes
En junio de 1895, Herbert Hoover había pensado en aplazar sus planes de boda con Lou, debido a sus estudios en la Universidad de Stanford y tras graduarse se trasladó a Australia a ejercer su carrera de ingeniería. En el año 1898 Hoover telegrafió una propuesta de matrimonio a Lou, aceptando ella inmediatamente por cable de retorno.
Lou, con 24 años, y Herbert Hoover se casaron el 10 de febrero de 1899.

### Viaje a China
Al día siguiente de su boda, los Hoover zarparon desde San Francisco (California) hacia Shanghái (China), donde pasaron cuatro días de luna de miel en el famoso Astor House Hotel de Shanghái. Después pronto se establecieron para vivir en su primera casa en la ciudad de Tianjin en la China del Norte. Debido al trabajo de Herbert Hoover se requería que el matrimonio tuvieran que realizar viajes por zonas remotas y peligrosas, que incluso vivieron de cerca el Levantamiento de los bóxers.
Tras todos sus viajes los Hoover se convirtieron en expertos en idiomas, como el Chino. Lou fue la primera dama de los Estados Unidos en dominar un idioma asiático. Los Hoover colaboraron en la traducción al inglés de la enciclopedia en latín del siglo XVI que trataba de la minería y la metalurgia (De re metallica) escrito por Georgius Agricola y también durante la Primera Guerra Mundial los Hoover ayudaron a traducir a belgas refugiados, y debido a su colaboración fueron condecorados por el rey Alberto I de Bélgica.
También durante dos años el matrimonio Hoover junto a su primer hijo Herbert Hoover, Jr., dieron la vuelta al mundo dos veces.

## Primera dama (1929-1933)

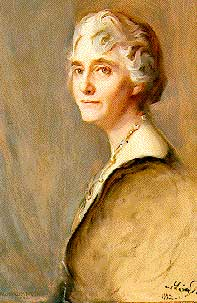
Retrato oficial de Lou Hoover en la Casa Blanca.

Tras la llegada de su marido Herbert Hoover a la presidencia de los Estados Unidos en el año 1929 Loue Henry pasó a ser la primera dama de los Estados Unidos y se trasladaron a la Casa Blanca como su residencia oficial.
Durante el mandato del presidente Hoover entre 1929 y 1933, Lou apareció en un programa de radio como oradora invitada en varias ocasiones, hablando en defensa del voluntariado o debatiendo sobre el trabajo de las Girl Scouts de América.
Tras su aparición en la radio, Lou recibió numerosos elogios por tener una excelente voz y hablar con confianza.
Como primera dama, ella suspendió la recepción oficial del Año Nuevo y la celebración anual de puertas abiertas iniciada por la primera dama Abigail Adams (esposa del presidente John Adams en el año 1801).
Ella jugó un papel muy fundamental en el diseño y la supervisión de la construcción de un refugio rústico presidencial en el Campamento Rapidan en el Condado de Madison (Virginia) y fue una gran precursora de la residencia presidencial de montaña Camp David.

## Actividades
Entre 1922 y 1925, mientras que su marido Herbert Hoover trabajaba en el gobierno de USA en las etapas presididas por los presidentes Warren G. Harding y Calvin Coolidge, Lou fue la tercera Presidenta Nacional de las Girl Scouts de los Estados Unidos sucediendo a Anne Hyde Choate y posteriormente entre 1935 y 1937 fue reelegida presidenta.
En 1919 Lou y Herbert fundaron la Lou Henry y Herbert Hoover House (actual residencia oficial del presidente de la Universidad de Stanford) y la Hoover Institution, situada en la universidad y declarada Hito Histórico Nacional.

## Vida privada

### Hijos
Lou Henry y su marido Herbert Hoover tuvieron dos hijos:
- Herbert Hoover, Jr. (n. Londres, 1903-Pasadena (California), 1969) ingeniero aeronatico, político, diplomático y empresario. Fue nombrado Subsecretario de Estado para asuntos del Medio Oriente entre 1954 y 1957 nombrado por el presidente Dwight D. Eisenhower.

- Allan Hoover (n. Londres, 1906-Portola Valley California, 1993) ingeniero de minas y financiero. Fundó la Biblioteca y Museo Presidencial de Herbert Hoover en West Branch (Iowa).

### Fallecimiento
Lou Henry Hoover, murió en Nueva York el día 7 de enero del 1944 a causa de un ataque al corazón, falleciendo antes que su marido. El matrimonio Hoover fue enterrado en la ciudad natal de Herbert en West Branch (Iowa).